# Марк Эмилий Лепид (консул 187 года до н. э.)
Марк Эмилий Лепид (лат. Marcus Aemilius Lepidus; III век до н. э. — 152 до н. э.) — римский военачальник, дипломат и политический деятель из патрицианского рода Эмилиев, консул 187 и 175 годов до н. э., цензор 179 года, великий понтифик в 180—152 годах. Начал карьеру не позже 201 года до н. э., прошёл всю традиционную для римского аристократа цепочку должностей, причём консулом стал только с третьей попытки. Во время своих консулатов одержал ряд побед над лигурами. Шесть раз подряд становился первым в списке сенаторов; в результате последние десятилетия своей жизни Марк Эмилий был одним из самых влиятельных политиков Рима.

## Биография

### Происхождение
Марк Эмилий принадлежал к знатному патрицианскому роду Эмилиев, который античные авторы относили к самым старым семействам Рима. Одна из восемнадцати старейших триб получила своё название в честь этого рода. Его генеалогию возводили либо к Пифагору, либо к царю Нуме Помпилию, а одна из версий традиции, приводимая Плутархом, называет Эмилией дочь Энея и Лавинии, родившую от Марса Ромула — легендарного основателя Рима. Представителей этого рода отличали, если верить Плутарху, «высокие нравственные качества, в которых они неустанно совершенствовались».
Первый носитель когномена Лепид (Lepidus — «красивый») достиг консульства в 285 году до н. э. Согласно Капитолийским фастам, отец и дед Марка Эмилия носили тот же преномен — Марк; Марк-отец — это претор 218 года до н. э., претендовавший на консулат 216 года до н. э., а Марк-дед — консул 232 года до н. э., предположительно сын родоначальника.

### Начало карьеры
Первое упоминание о Марке Эмилии относится к 201 году до н. э., когда сенат направил его вместе с цензориями (бывшими цензорами) Гаем Клавдием Нероном и Публием Семпронием Тудитаном с дипломатической миссией в Египет. Официальной целью посольства было сообщить союзному царю о победе Рима во Второй Пунической войне, а неофициальной — заручиться поддержкой Египта на случай новой войны с Македонией. Филипп V Македонский в это время воевал против Пергама, Родоса и свободных городов Эгеиды; возвращаясь из Египта, послы узнали об осаде царём Абидоса, и Лепид направился туда, чтобы потребовать от Филиппа отчёта. Согласно Ливию и Полибию, Марк Эмилий со всей резкостью спросил царя, зачем тот начал войну. «Возраст твой и красота, а более всего принадлежность к римскому племени делают тебя слишком дерзким», — ответил ему Филипп и пообещал, что даст римлянам урок, если они посмеют напасть на Македонию. Вскоре действительно началась война.
В 199 году до н. э. Марк Эмилий стал членом жреческой коллегии понтификов, заняв в ней место умершего Сервия Сульпиция Гальбы. В 193 году до н. э. (правда, есть мнение в пользу 192 года). Лепид занимал должность курульного эдила. Его коллегой стал сородич, Луций Эмилий Павел, впоследствии Македонский. Двое Эмилиев осудили многих скотопромышленников (видимо, за злоупотребления арендованной общественной землёй) и на взысканные с них деньги украсили храм Юпитера позолоченными щитами; кроме того, по словам Ливия, «построили они и два портика: один за воротами Трёх Близнецов, присоединив к нему склады на Тибре, а другой — от Фонтинальских ворот к алтарю Марса, так, чтобы через него ходили на Марсово поле».
В 191 году до н. э. Марк Эмилий был претором (снова вместе с Луцием Эмилием Павлом) и получил по жребию провинцию Сицилия. Ею он управлял и в следующем году с полномочиями пропретора. Известно, что Лепид организовывал поставки хлеба в армию, действовавшую против Антиоха III и Этолийского союза.

### Два консулата
В 190 году до н. э. Лепид впервые попытался избраться в консулы. Его конкурентами стали Гней Манлий Вульсон и Марк Валерий Мессала; правда, Ливий сообщает, что Мессала «вообще не мог ни на что рассчитывать». Из всех кандидатов необходимое количество голосов набрал только единственный соискатель-плебей, Марк Фульвий Нобилиор, враг Лепида. На следующий день после выборов он объявил своим коллегой Вульсона. Через год Лепид снова выдвинул свою кандидатуру, как и Мессала. Но выборами руководил Нобилиор, который постарался обеспечить победу Марку Валерию.
Третья попытка Лепида увенчалась успехом: он стал консулом 187 года до н. э. вместе с плебеем Гаем Фламинием. В этом году вернулись в Рим из своих провинций Нобилиор и Вульсон, и на обоих сенат получил жалобы. Марк Эмилий поддержал жалобщиков, чтобы свести старые счёты и лишить своих политических противников триумфа. Вульсон был обвинён прибывшими с ним легатами, в числе которых был Луций Эмилий Павел, в самовольном начале войны с галатами, некомпетентности, действиях в интересах Пергама; Нобилиора жители этолийской Амбракии обвинили также в развязывании войны, а кроме того в жестокости и алчности. Гай Фламиний встал на сторону Нобилиора. Сенат вначале постановил, что Марк Фульвий должен вернуть амбракиотам их имущество, но позже предоставил право на триумф обоим консулярам — и Нобилиору, и Вульсону.
Провинцией для Марка Эмилия, как и для его коллеги, стала Лигурия. Лепид одержал победу в большом сражении, подчинил ряд племён по обе стороны Апеннин и заставил лигуров переселиться с гор на равнины. Чтобы закрепить власть Рима в этом регионе, он построил дорогу от Аримина до Плаценции, которая стала продолжением Фламиниевой и получила название Эмилиева дорога (Via Aemilia). Когда к Марку Эмилию обратились галлы-ценоманы с жалобой на претора Марка Фурия Крассипеда, отобравшего у них оружие, консул принял решение в их пользу.
После консулата Марк Эмилий был в числе триумвиров, занимавшихся организацией колоний в Парме и Мутине (183 год до н. э.), а в 180 году до н. э., после смерти Гая Сервилия Гемина, стал великим понтификом. Вершиной его карьеры стала в 179 году до н. э. цензура, причём коллегой был его враг Марк Фульвий Нобилиор. Консуляр Квинт Цецилий Метелл заставил коллег примириться, после чего они действовали уже в добром согласии. Лепид стал принцепсом сената; цензоры ввели ряд новых пошлин и налогов, изменили порядок голосования, вернули в общественное пользование ряд небольших святилищ. Была развёрнута масштабная строительная деятельность: в частности, Марк Эмилий посвятил храмы Царицы Юноны и Дианы, сдал подряды на строительство театра и на побелку храма Юпитера Капитолийского, построил дамбу у города Таррацина. При этом Ливий сообщает, что «Марк Фульвий сдал больше подрядов и с большей пользой». Вместе цензоры построили базилику Эмилия и Фульвия, которую чаще называли просто Эмилиевой.
В 177 году до н. э. Марк Эмилий снова был триумвиром по выведению колонии — теперь в Луне. В 175 году он во второй раз стал консулом, разделив эту должность с плебеем Публием Муцием Сцеволой. Консулы совместно воевали против лигуров и отпраздновали триумф над ними.

### Поздние годы
В последующие годы, до самой смерти, Марк Эмилий оставался принцепсом сената: в общей сложности цензоры ставили его во главе списка сенаторов шесть раз. Совмещая этот почётный статус с должностью великого понтифика и обладая авторитетом как консуляр и цензорий, он занимал выдающееся положение в правящей элите Римской республики. В историографии существует даже мнение, что Лепид стал своеобразным преемником Публия Корнелия Сципиона Африканского, имевшего экстраординарное влияние в первые годы после победы над Ганнибалом.
Марк Эмилий умер в 153 или 152 году до н. э. Эпитоматор Ливия сообщает, что Лепид завещал сыновьям устроить самые простые похороны: на погребальных носилках не должно было быть полотна и пурпура, и в целом церемония должна была обойтись максимум в 10 ассов.

## Потомки
У Марка Эмилия был сын того же имени, который упоминается в источниках как военный трибун в 190 году до н. э. О других сыновьях Лепида нет единого мнения. Некоторые исследователи относят к их числу Квинта Эмилия Лепида, чей сын Марк был консулом 78 года до н. э. и поднял мятеж против сулланского режима; некоторые считают, что сыном Марка Эмилия был Марк Эмилий Лепид Порцина, консул 137 года до н. э. Согласно другим версиям, и Квинт, и Марк Порцина были внуками Марка-старшего, сыновьями Марка-трибуна.